# Markiza de La Solana (obraz Goi)
Markiza de La Solana (hiszp. La marquesa de La Solana) – obraz olejny hiszpańskiego malarza Francisca Goi (1746–1828), znajduje się w kolekcji Luwru.

## Okoliczności powstania
Lata 90. XVIII wieku były dla Goi okresem transformacji stylistycznej i intensywnej aktywności malarskiej. Obraz powstał ok. 1794–1795 roku, zaledwie dwa lub trzy lata po ataku ciężkiej choroby, w wyniku której Goya prawie rok walczył ze śmiercią, paraliżem i ślepotą. Doszedł do zdrowia tylko częściowo, pozostał jednak głuchy do końca życia. Szybko wrócił do pracy, mimo że nadal odczuwał następstwa choroby. Starał się przekonać kręgi artystyczne, że choroba nie osłabiła jego zdolności malarskich, gdyż plotki o jego ułomności mogły poważnie zaszkodzić dalszej karierze. Zaczął pracować nad obrazami gabinetowymi niewielkich rozmiarów, które nie nadwerężały jego fizycznej kondycji. Choroba przerwała także jego cieszącą się powodzeniem pracę portrecisty, do której powrócił z zaostrzonym zmysłem obserwacji, być może spotęgowanym przez utratę słuchu. Goya malował członków rodziny królewskiej, arystokracji, burżuazji, duchownych, polityków, bankierów, wojskowych oraz ludzi związanych z kulturą. Często portretował też swoich przyjaciół z kręgu liberałów i ilustrados.
María Rita Barrenechea y Morante markiza de La Solana i hrabina del Carpio (1757–1795) była wykształconą arystokratką, znaną z działalności charytatywnej i autorką sztuk teatralnych o charakterze moralizatorskim. Przyjaźniła się z księżną Albą i markizą de Pontejos, arystokratkami z oświeceniowych elit, również portretowanymi przez Goyę. Markiza i jej mąż byli także bliskimi przyjaciółmi Jovellanosa, protektora malarza. W młodym wieku markiza zapadła na ciężką chorobę. Świadoma zbliżającej się śmierci, zamówiła u Goi swój portret, aby podarować go swojej córce. Goya namalował ją pod koniec 1794 lub na początku 1795 w jej madryckim pałacu przy ulicy Jacometrezo. Zmarła przedwcześnie w wieku 38 lat, kilka miesięcy po powstaniu portretu. Portret markizy zawdzięcza swój szczególny charakter wzajemnemu współczuciu malarza i jego modelki.

## Opis obrazu
Goya przedstawił markizę en pied na neutralnym tle. W przeciwieństwie do portretów księżnej Alby, markiza nie pozuje w barwnym stroju majy, ma na sobie szykowny strój damy: czarna plisowana baskina jest haftowana dżetami, ramiona okrywa biały jedwabny szal, a głowę przejrzysta mantyla również opadająca na ramiona. Uwagę zwraca ozdoba głowy modna w Madrycie w latach 1795–1800 – duża różowa kokarda z dwoma małymi kwiatami. Ręce w rękawiczkach z koźlej skórki są skrzyżowane, w jednej z nich trzyma złożony wachlarz. Stroju dopełniają eleganckie haftowane czółenka. Jej szczupła sylwetka i gorączkowa twarz przypominają o chorobie. Ekspresyjna twarz przyciąga uwagę widza, zwłaszcza inteligentne, pytające spojrzenie czarnych oczu.

## Technika
Elegancki i subtelny styl portretu przywodzi na myśl ostatnie projekty do tapiserii wykonane przez Goyę w latach 1791–1792. Tło jest neutralne, utrzymane w odcieniach niebieskiego i szarości. Goya uzyskał punkt odniesienia w przestrzeni, zaznaczając różnicę między ścianą a podłogą, w stylu portretów Velázqueza z lat 30. XVII wieku. Paleta barw jest oszczędna, ożywiona jedynie przez różową kokardę i złote czubki butów. Jasne odcienie są namalowane pociągnięciami pędzla z dużą ilością farby. Przejrzyste szaroniebieskie tło i delikatny materiał chusty namalowane nakładanymi na siebie cienkimi pociągnięciami pędzla są zapowiedzią impresjonizmu.

## Proweniencja
Obraz należał do córki markizy Franciski Javiery i jej męża markiza de Socorro. W 1912 został sprzedany i trafił do zbiorów kolekcjonera sztuki Carlosa de Beistegui w Paryżu. W 1942 Beistegui przekazał obraz do Luwru, gdzie znajduje się od 1953.